# Ruso
La ville de Ruso est située dans le comté de McLean, dans l’État du Dakota du Nord, aux États-Unis. Lors du recensement de 2010, sa population s’élevait à 4 habitants.

## Histoire
La ville de Ruso a été fondée en 1906.

## À noter
La ville de Ruso est la plus petite localité incorporée de l’État.

## Démographie
| 1910 | 1920 | 1930 | 1940 | 1950 | 1960 |
| ---- | ---- | ---- | ---- | ---- | ---- |
| 141  | 120  | 104  | 65   | 37   | 31   |

| 1970 | 1980 | 1990 | 2000 | 2010 | - |
| ---- | ---- | ---- | ---- | ---- | - |
| 15   | 12   | 8    | 6    | 4    | - |

## Source
- (en) Cet article est partiellement ou en totalité issu de l’article de Wikipédia en anglais intitulé « Ruso, North Dakota » (voir la liste des auteurs).

1. ↑  (en) « The Smallest Town in Each of the 50 States », sur mentalfloss.com, 25 août 2017 (consulté le 17 octobre 2020).
2. ↑  (en) « Population and Housing Unit Estimates » (consulté le 4 juin 2019)
3. ↑  (en) Bureau du recensement des États-Unis, « Census of Population and Housing » (consulté le 19 juillet 2013)
4. ↑  (en) « Population Estimates », Bureau du recensement des États-Unis (consulté le 4 juin 2019)
5. ↑  (en) « Statistiques des États-Unis - Dakota du nord - Profils des comtés de 2010 » (consulté en juin 2021)